# Iljušin Il-78
Iljušin Il-78 (NATO oznaka Midas) je sovjetski (ruski) štirimotorni leteči tanker, ki je bil razvit na podlagi tovornega Il-76. Il-76 tanker je bil predlagan že leta 1968, vendar je imel kapaciteto prenešenega goriva samo 10 ton. Razvoj se je za nekaj čas ustavil in ponovno začel leta 1982 kot IL-78.
IL-78 ima dva 18230 litrska rezervoarja v tovornem prostoru, ki se jih da odstrantiti in letalo lahko operira kot transportno letalo. Največja kapaciteta prenešenega goriva 85.720 kg (188.980 lb). Hkrati lahko največ 3 letala prečrpujejo gorivo, pri ameriških tankerjih po navadi samo eden - ker uporabljajo drugačen sistem.
Il-78M je posebej zasnovan kot leteči tanker in namenjen konverziji v transportno letalo. Ima dodatni tretji rezervoar in večjo vzletno težo 210.000 kg (460.000 lb). Sistem UPAZ-1M lahko prečrpava okrog 2900 litrov goriva na minuto.

## Specifikacije (Il-78M)
Podatki iz Ilyushin, UAC,
Splošne značilnosti
- Posadka: 6
- Število sedežev: 127.932 kg (282.042 lb) tovora (kerozin)
- Dolžina: 46,59 m (152 ft 10 in)
- Razpon kril: 50,5 m (165 ft 8 in)
- Višina: 14,76 m (48 ft 5 in)
- Površina kril: 300 m2 (3.200 sq ft)
- Teža praznega letala: 72.000 kg (158.733 lb)
- Maks. vzletna teža: 210.000 kg (462.971 lb)
- Oprema: 3 x UPAZ-1M 'Sakhalin' sistem za prečrpavanje goriva v zraku
- Pogon letala: 4 × Aviadvigatel D-30 KP turbofan, 118 kN (27.000 lbf) potisk motorjev  vsak

Zmogljivost
- Maks. hitrost: 850 km/h (528 mph; 459 kn)
- Doseg: 7.300 km (4.536 mi; 3.942 nmi)
- Višina leta: 12.000 m (39.370 ft)
- Razmerje potisk/teža: 0,23